# HMS H12
HMS H12 – brytyjski okręt podwodny typu H. Zbudowany w roku 1915 w Fore River Shipyard w Quincy, gdzie okręt został wodowany w 1915 roku. 
H12 razem z innymi okrętami zamówionymi w Fore River Shipyard w USA po oddaniu do użytku został internowany w USA do momentu przystąpienia Stanów Zjednoczonych do I wojny światowej w kwietniu 1917 roku.
W listopadzie 1918 roku stacjonował w Blyth w składzie Czternastej Flotylli Okrętów Podwodnych (14th Submarine Flotilla).
W kwietniu 1922 roku okręt został sprzedany firmie Stanlee w Dover.